# Meteș
Meteș là một xã thuộc hạt Alba, România. Dân số thời điểm năm 2002 là 3187 người.